# جوایز گلدن دیسک
جوایز گلدن دیسک (انگلیسی: Golden Disc Awards, کره‌ای: 골든 디스크 시상식) یک مراسم بزرگ سالانه جوایز موسیقی در کره جنوبی است که از موفقیت‌های صنعت موسیقی داخلی قدردانی می‌کند. این مراسم اهدای جوایز با هدف ارتقای خلاقیت فرهنگ عامه، کشف هنرمندان جدید و کمک به رشد صنعت موسیقی تأسیس شد. اولین مراسم در سال ۱۹۸۶ برگزار شد و به عنوان یکی از معتبرترین جوایز موسیقی در کره جنوبی شناخته شده‌است.
سی و پنجمین دوره جوایز گلدن دیسک در تاریخ ۹–۱۰ ژانویه ۲۰۲۱ به علت دنیاگیری کووید-۱۹ بدون حضور تماشاچی برگزار شد.